# Cephalosphaera prionotaina
Cephalosphaera prionotaina är en tvåvingeart som beskrevs av Skevington 1999. Cephalosphaera prionotaina ingår i släktet Cephalosphaera och familjen ögonflugor. Inga underarter finns listade i Catalogue of Life.